# کریستین گملین
کریستین گملین (آلمانی: Christian Gmelin؛ ۱۲ اکتبر ۱۷۹۲ – ۱۳ مهٔ ۱۸۶۰) یک شیمی‌دان اهل آلمان بود.